# Mülln

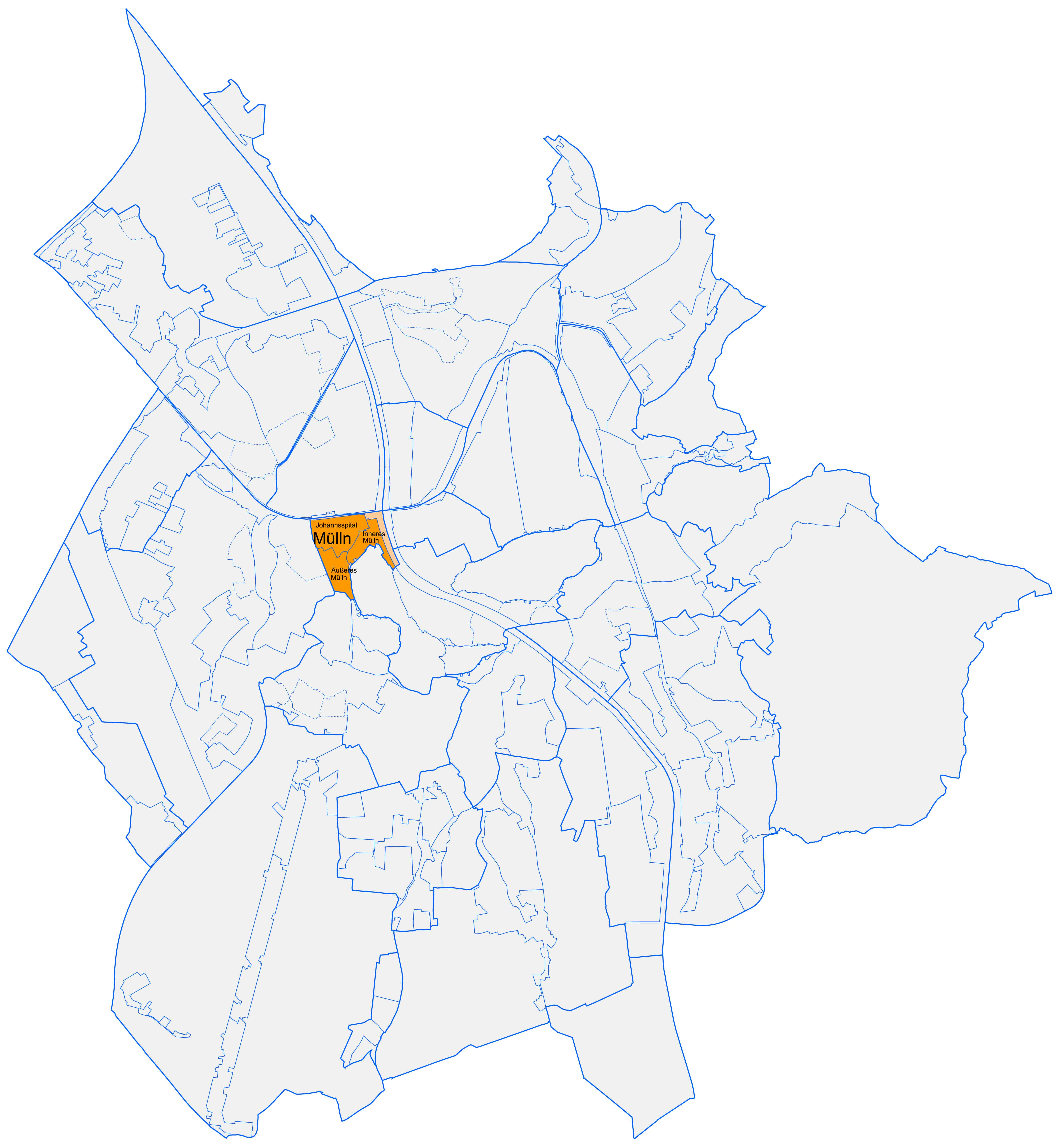
El barrio de Mülln, en Salzburgo

Mülln es un pequeño barrio de la ciudad austriaca de Salzburgo. Se encuentra a la izquierda del río Salzach, al norte del centro histórico. Mülln limita al oeste con Lehen, al sur con Riedenburg y al suroeste con Maxglan. El límite norte está formado por la línea de ferrocarril en dirección a Múnich, mientras que la Aiglhofstraße limita el distrito en dirección a Maxglan. La calle Reichenhallerstraße limita con el distrito de Riedenburg. El antiguo barrio de Mülln (Inneres Mülln) es uno de los Patrimonios de la Humanidad de Salzburgo desde 1997. En este pequeño barrio viven unos 1.000 habitantes. 
El suburbio más antiguo de Salzburgo se encuentra en el norte, el centro de asentamiento Inneres Mülln, es decir, el "Mühlen". El leprosario que se encuentra en Salzach data del siglo XIII, el edificio actual data de 1714. El distrito de Johannsspital pertenece al distrito de Mülln. Se ha ampliado y modernizado constantemente hasta el día de hoy y ahora se conoce como Salzburger Landeskliniken. El barrio de Outer Mülln, donde se encuentra el Aiglhof, fue antiguamente una residencia aristocrática. 

## Toponimia
El nombre del distrito proviene de "molino" y hace referencia a los numerosos molinos que funcionan aquí desde la Edad Media utilizando la energía hidráulica del Almkanal. En Mülln también se encuentran los tramos más antiguos del Almkanal, que probablemente datan del siglo VIII. Mülln fue el primer suburbio de Salzburgo y se encontraba fuera de las fortificaciones medievales de la ciudad. El distrito fue mencionado por primera vez en documentos en 709; Algunas de las cinco puertas de la ciudad que alguna vez tuvo Mülln se construyeron antes de las segundas fortificaciones de la ciudad en 1480.
En Mülln aún queda un molino: su rueda todavía funciona desde el canal de televisión, pero está cubierta y no es muy emocionante. Se encuentra en Bärengässchen, lejos del leprosario. Dirige el monasterio de las Hermanas de la Misericordia, que también incluye una pequeña iglesia de finales del siglo XIX.

## Historia de Mülln
Mülln es probablemente el suburbio más antiguo de la ciudad fortificada medieval de Salzburgo y surgió de un pueblo de molinos. El barrio se menciona por primera vez en el año 790 como "ad molendina", 'cerca de los molinos'. Estos molinos se alimentaban inicialmente del agua de desbordamiento del páramo de Riedenburger y del vecino Wildmoos (hoy páramo de Leopoldskroner) y más tarde de un brazo del Almkanal. La zona y el centro del asentamiento al pie septentrional del Mönchsberg se llaman Mülln desde el siglo XII como muy tarde.
Los molinos más antiguos de Mülln mencionados en documentos son:
- El molino de la abadía de San Pedro en el siglo XII
- El molino de la abadía de Nonnberg (Salzachmühle)
- El molino del cabildo de la catedral (más tarde Heilmayrmühle)
- El molino del príncipe-arzobispo (Bärengässchen 4)
- El Wartelsteinmühle (más tarde llamado Glaningermühle) a partir de 1330

Hoy en día, casi todos los molinos de la zona de Mülln han desaparecido; el Stifts- und Salzachmühle pertenecía a las Hermanas de la Misericordia y ahora es propiedad de la Abadía de San Pedro, con sede en el Aiglhof. Mülln tuvo en su día cinco puertas de la ciudad, algunas de las cuales ya existían antes de 1480, época de la segunda fortificación de la ciudad de Salzburgo:
- La Laufener Tor (Lieferinger Tor)
- La Puerta de Grimming
- La Puerta de Wartelstein
- Dos puertas de riego frente al Salzach (en Bärengässchen y Salzachgässchen)

## Turismo
Los turistas vienen a esta zona principalmente por dos atractivos: por la iglesia parroquial barroca de Müllner y por la Müllner Bräu, la taberna al aire libre más grande de Austria, en el antiguo monasterio agustino.

## La iglesia parroquial

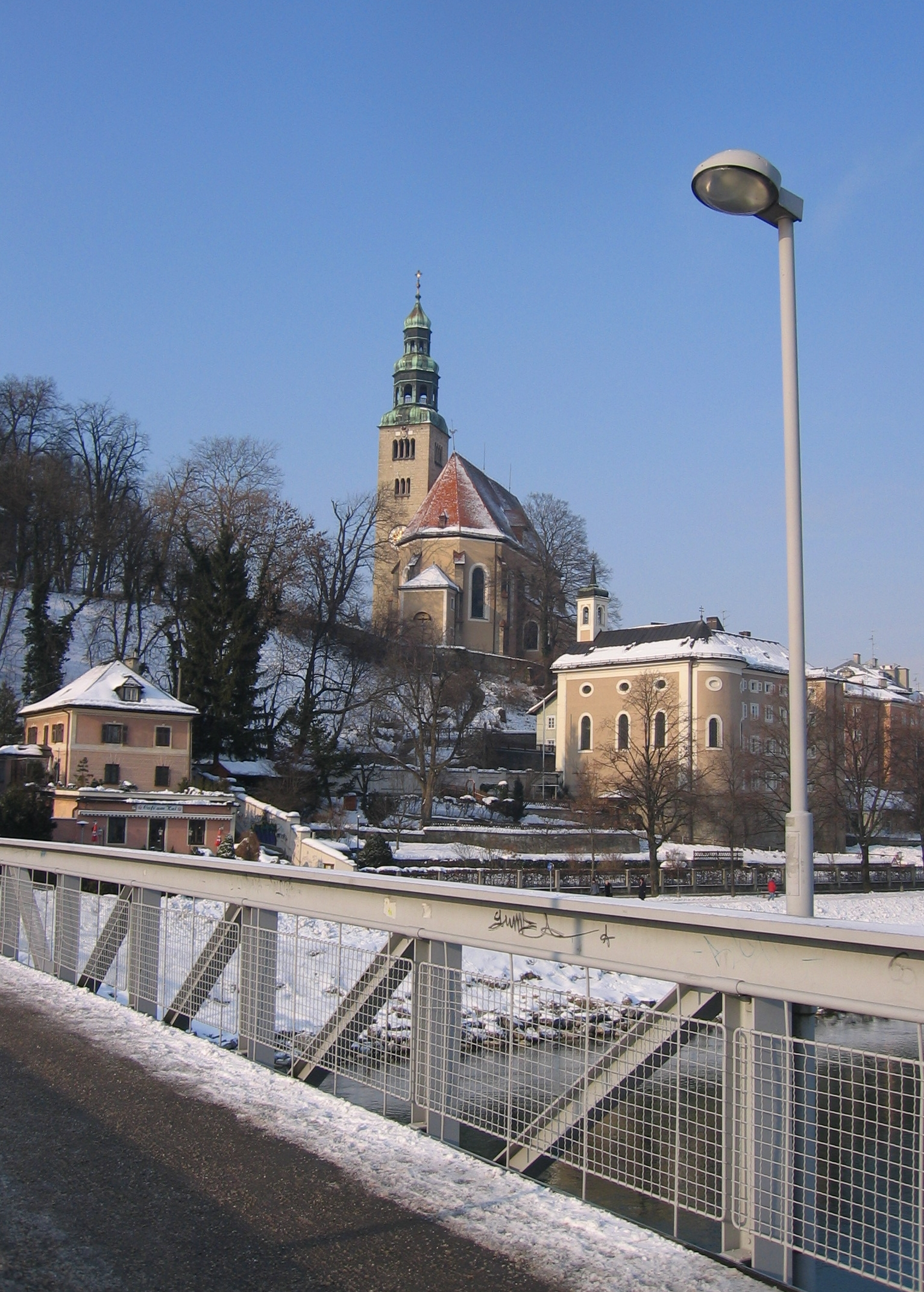
Muelln, Salzburgo vista desde la pasarela

La iglesia agustiniana "zu Unseren Lieben Frau zu Mülln" es desde 1835 una parroquia incorporada a la abadía benedictina de Michaelbeuern. La primera capilla de Mülln se menciona por primera vez en 1148. En aquella época, el arzobispo Gebhard mandó renovar el ruinoso altar de la capilla de Santa María. Mülln, probablemente el suburbio más antiguo de Salzburgo, fue pronto fortificado como prefortificación de la ciudad y dotado de murallas y torres de defensa. La iglesia, presumiblemente situada entonces en la Müllner Hauptstraße, también se incluyó en este proceso. De esta época se conserva un crucifijo románico.
En 1439, el arzobispo Johann II von Reisberg comenzó a reconstruir la iglesia en forma de iglesia gótica de salón, cuya estructura básica se ha conservado hasta nuestros días, para una parroquia que ahora había crecido considerablemente. Esta iglesia se convirtió en la parroquia poco después de 1460, pero más tarde se deterioró. El arzobispo Wolf Dietrich renovó la iglesia, la reconstruyó y la donó a los ermitaños agustinos como nueva iglesia del monasterio. En 1674, la iglesia recibió su cúpula barroca de cebolla y un pórtico junto a la calle, detrás del cual se oculta la espaciosa escalera con sus pinturas y la Capilla de la Trinidad. La torre y el pórtico fueron construidos por el maestro Sebastian Stumpfegger, que también trabajó para Fischer von Erlach. En 1833, la iglesia pasó a manos de los monjes benedictinos de Michaelbeuern. El altar mayor de la iglesia es famoso por su Virgen con el Niño (creada hacia 1460).
La capilla del cementerio se ve claramente encima de la calle Müllner Hauptstrasse y ligeramente debajo de la iglesia parroquial. Esta capilla fue construida en 1709 y tiene una torre destacada en la fachada oeste que tiene una cúpula en forma de cebolla. La decoración del techo de la capilla es de Josef Schmidt, el altar barroco de Johann Michael Greiter. La capilla también sirvió como capilla funeraria y tiene alrededor de 40 asientos. El ''cementerio'' fue creado en 1453 y ha estado abandonado desde 1879. Da la vuelta a la iglesia. Actualmente no es de libre acceso o sólo puede verse desde el exterior. Enterrados aquí incluyen:
- Franz Anton Alexander von Braune, famoso botánico de Salzburgo
- Heinrich Esser, director de ópera y compositor de la corte

El cementerio de Mülln también incluye la ''cripta del sacerdote'' debajo de la iglesia, a la que se puede acceder desde la zona del cementerio, donde a ambos lados de una antigua bóveda hay 60 nichos funerarios y el camino conduce a otra bóveda colectiva bajo una losa.Junto a la iglesia parroquial de Mülln se encuentra el antiguo monasterio de los ermitaños agustinos, que trabajaron aquí desde 1605 hasta 1818.Anteriormente, después de 1465, en este lugar existía una colegiata de canónigos agustinos, pero ya figuraba en la lista antes de 1605. El edificio del monasterio consta de varios edificios que fueron diseñados esencialmente a principios del siglo XVII, pero algunos de los cuales datan esencialmente del siglo XV.

## Mülln y sus partes

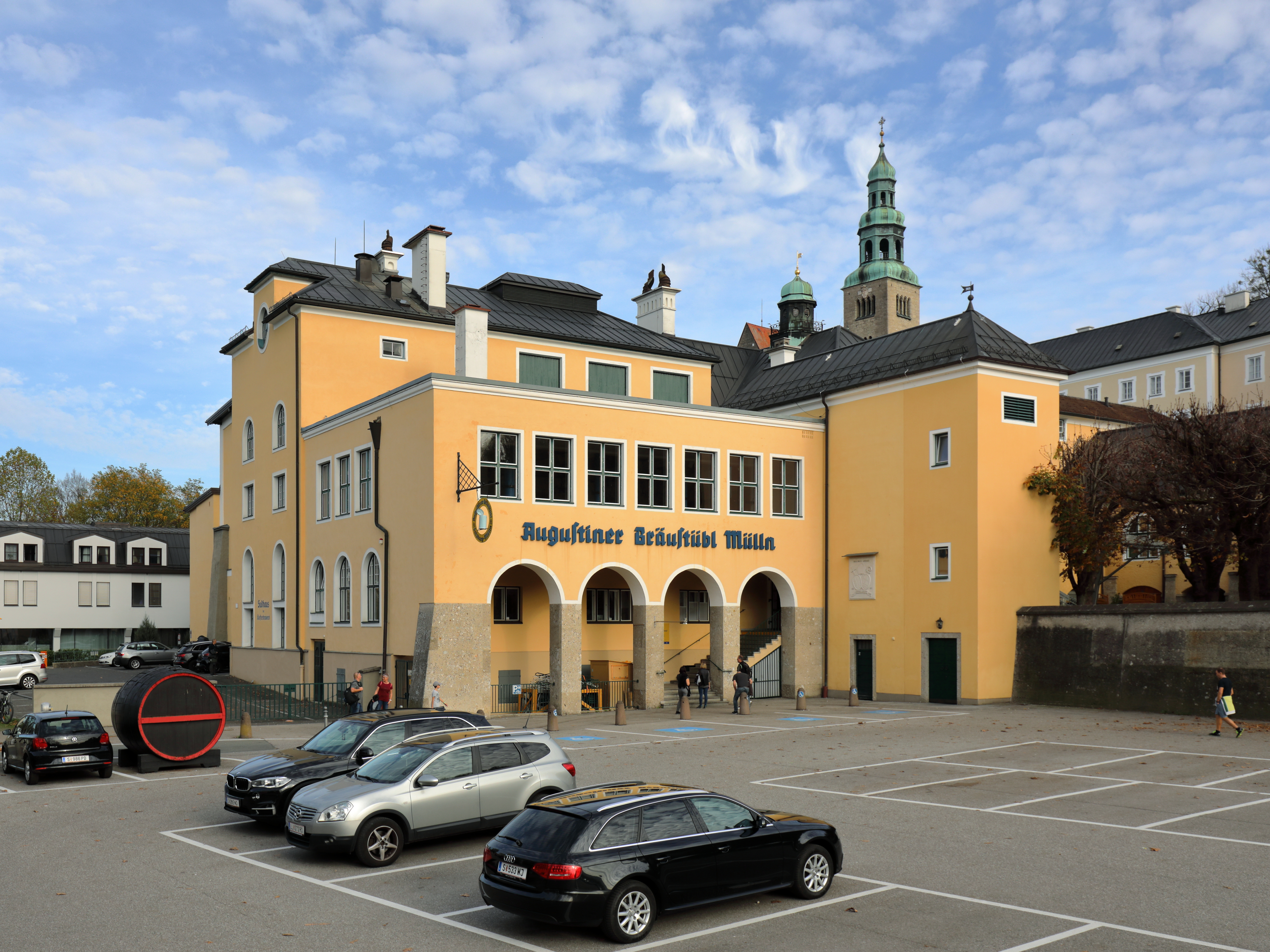
Augustiner Bräu Kloster Mülln; fundada en 1621

### Mülln interior (barrio antiguo)
El centro histórico de Mülln está situado en las estribaciones más septentrionales del Mönchsberg, debajo de la iglesia parroquial de Mülln, dominante desde el punto de vista paisajístico, con su bonita capilla del cementerio, y constituye la piedra angular septentrional del desarrollo medieval del casco antiguo de Salzburgo. El centro de Mülln estuvo muy desprotegido en la Edad Media y no fue hasta alrededor del año 1600 cuando se construyeron allí unas bajas murallas defensivas para la seguridad militar.

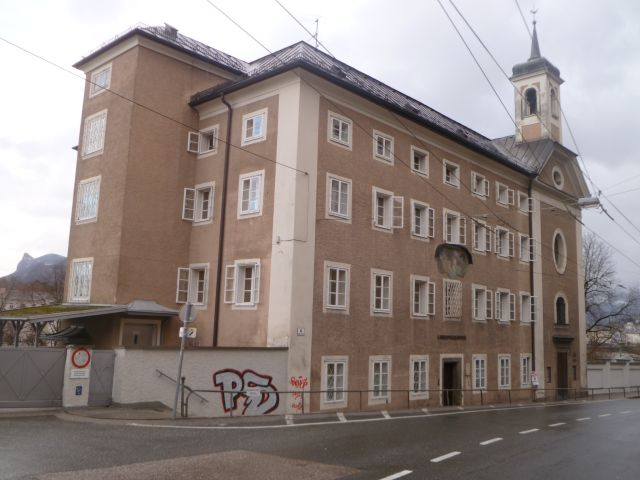
Casa de leprosos e iglesia de San Jerónimo y Antonio Ermitaño

### Casa de leprosos e iglesia de San Jerónimo y Antonio Ermitaño
Fue mencionado por primera vez en el siglo XIII, se menciona la leprosería con su iglesia como "Sundersiechenhaus". El edificio actual, de cuatro plantas, data del siglo XVIII y tiene una planta casi cuadrada. La iglesia se construyó en 1714 como iglesia barroca  es un edificio de salón bastante sencillo dedicado a San Jerónimo y San Antonio Ermitaño. El retablo es una copia de la imagen milagrosa de María Dorfen.

### Casa Madre de las Hermanas de la Misericordia
Fue construida en 1862/63, la iglesia asociada en 1885. La estatua de San Miguel (creada antes de 1720) en el jardín de la casa madre adornaba antaño la fuente Michaelsbrunnen en Michaelplatz, la actual Mozartplatz. La estatua de San Nepomuceno fue creada por Josef Anton Pfaffinger y originalmente se encontraba en el portal del puente de la ciudad en el lado del casco antiguo (hoy Staatsbrücke).

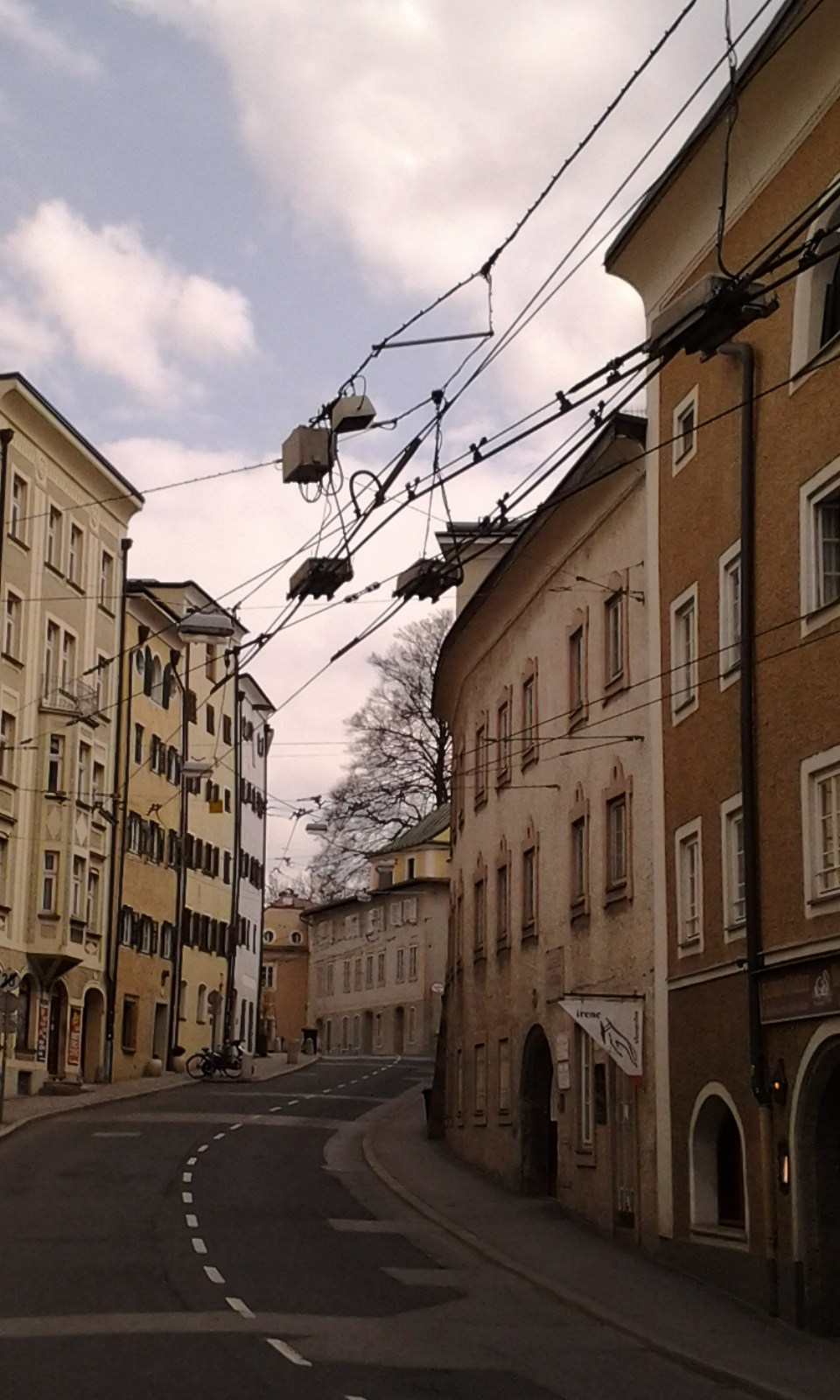
Müllner Hauptstraße, distrito de Mülln, Salzburgo

### Molinos
Se han conservado varios antiguos molinos de los siglos XVI-XVIII en sus centros actuales de Bärengässchen y Salzachgässchen.

### Fuente de los delfines
El Müllner Delphinbrunnen en castellano Fuente de los delfines, es una antigua fuente en Müllner Hauptstrasse en el distrito Mülln de Salzburgo. La fuente es un edificio protegido. La fuente del delfín, situada frente a la casa de la calle Müllner Hauptstraße 26, fue creada por Sebastian Stumpfegger en 1727. La pila octogonal de la fuente tiene campos rebajados y rosetones esculpidos con una celosía en espiral. Las figuras de la fuente muestran dos delfines alrededor de una roca. La Fuente de los delfines es una de las varias fuentes de delfines de Salzburgo y se encuentra en la colina Müllner, frente a la casa número 26 en la Müllner Hauptstrasse. Fue creado en 1727 por Sebastian Stumpfegger.
Poco antes de la Navidad de 1941, la fuente fue embestida por un autobús y se movió tanto que se dañaron los bordes exteriores del marco. Por eso la administración de la ciudad desmanteló la fuente  y, debido a la guerra , no la volvió a montar hasta el 4 de mayo de 1950.

### La Klausenkaserne

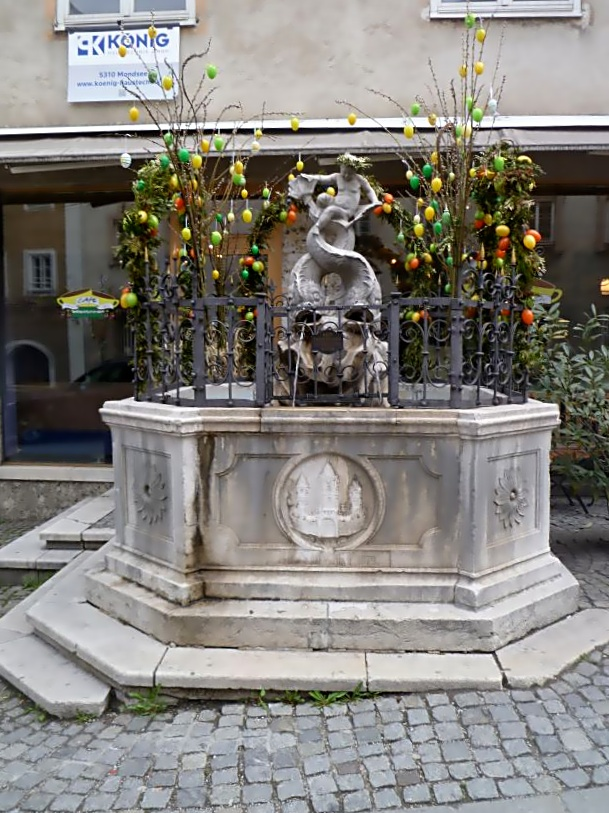
Fuente de los delfines Mülln

El príncipe arzobispo Johann Ernst von Thun construyó aquí un hospital militar entre 1695 y 1697. Mientras la Hohe Salzburger Landschaft se encargaba de la propiedad, la atención médica y la restauración se pagaban con el salario de los soldados. Durante las guerras napoleónicas, además del Klausenspital, el Theatinerkloster se utilizó también como hospital de tropas en 1809 debido al gran número de heridos. A partir de 1813, el Klausenspital se convirtió en cuartel. Desde la Primera Guerra Mundial, el edificio situado frente al Klausentor ya no se utiliza como cuartel. Sin embargo, todavía hoy se le conoce a menudo con este nombre.

### El salto de esquí de Müllner
El Müllner Schanze, una estructura fortificada de tres etapas con dos fuertes torres de defensa (Monikapforte y Augustinerpforte), se encuentra en la ladera norte del Mönchsberg, junto al distrito de Mülln. La estructura fue construida por el arzobispo Paris Lodron durante la Guerra de los Treinta Años. Es la última puerta de la ciudad de Salzburgo que se conserva de este periodo bélico y es única al norte de los Alpes. Actualmente se está estudiando la restauración de esta valiosa estructura. (Véase también Fortificaciones de la ciudad de Salzburgo).

### La Müllner Schifferkreuz
A principios del siglo XVIII, y probablemente incluso antes, había un crucifijo a orillas del Salzach, en Mülln, que se veneraba como figura milagrosa. Esta cruz tuvo que ser desmontada en 1801 porque se había podrido. Entonces se erigió una cruz doble, claramente visible desde el Salzach para los barqueros y desde la carretera de entrada a la ciudad. Esta cruz fluvial fue donada a la parroquia de Mülln por el entonces propietario hacia 1900.

### Los antiguos baños de Mülln
En 1820, el carpintero Josef Stock construyó una casa de baños de madera justo al norte de la escalera que va de Franz-Josef-Kai a la Müllner Hauptstraße. A partir de 1823, se ofrecieron aquí sencillos baños de Salzach, considerados muy beneficiosos para la salud por sus finas partículas minerales procedentes de las montañas. Sin embargo, en 1824 ya se ofrecían aquí baños de salmuera, que Stock obtenía de la fábrica de cerveza de Hallein. A partir de 1830 también se ofrecían baños de barro. En 1908, los baños pasaron a manos de la familia Wüstrich, se demolió la casa de baños de madera y se construyó una nueva casa de baños alargada de ladrillo. En 1944, los baños dejaron de funcionar después de que una bomba dañara gravemente la casa de baños.

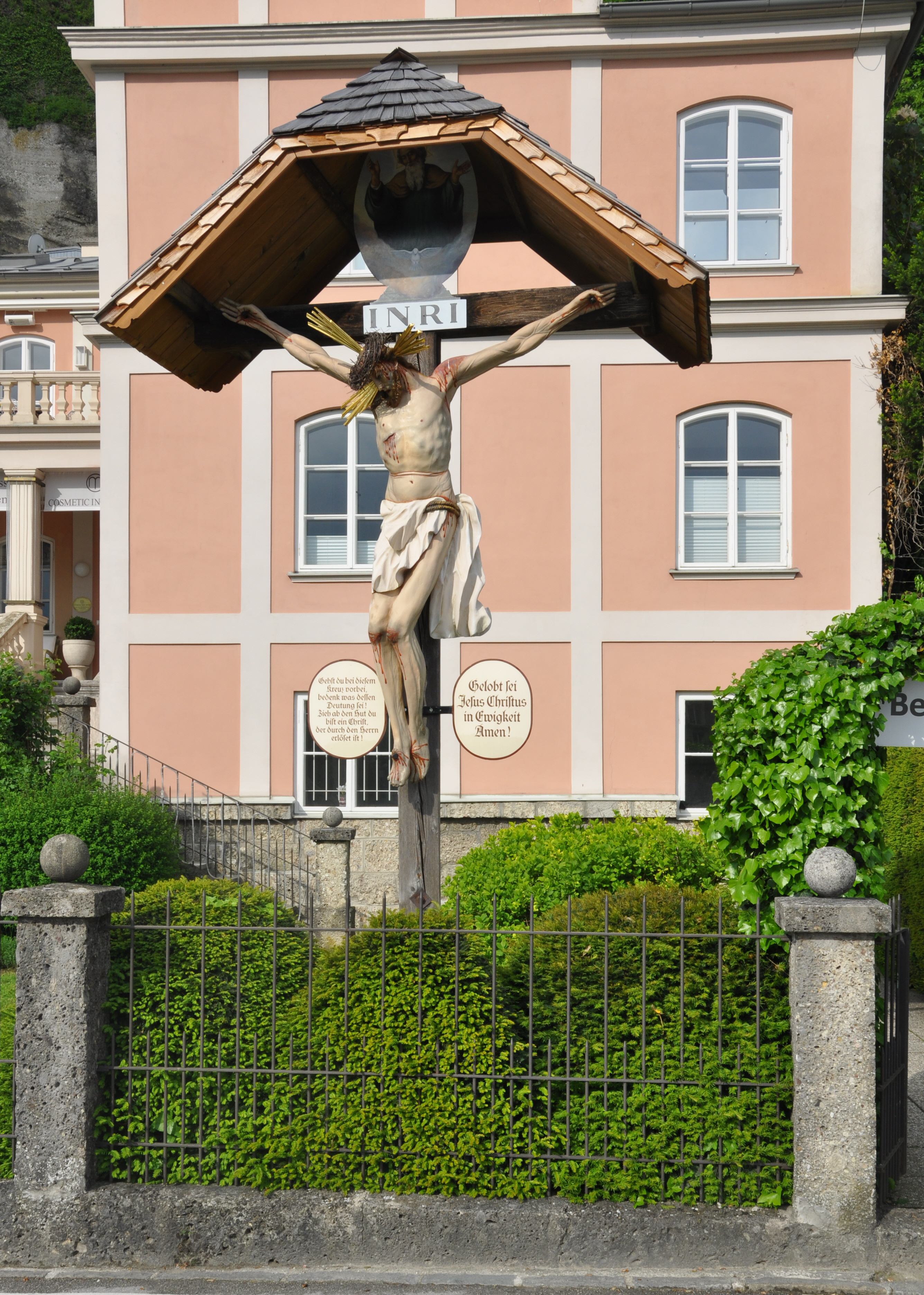
Salzburgo, Schifferkreuz en Müllner Hauptstrasse

### El antiguo transbordador
Para evitar tediosos rodeos, el príncipe heredero Luis de Baviera, que residía en el palacio de Mirabell y viajaba a menudo al palacio de Kleßheim, hizo construir en Mülln el Überführ, un transbordador que cruzaba el Salzach. Estaba reservado para el príncipe heredero y su séquito. Sin embargo, a partir de 1820, este transbordador se reabrió y pasó a prestar servicio al público en general. El transbordador funcionaba entonces diariamente entre las cinco y la campana de la tarde desde abril hasta finales de otoño. Estuvo en funcionamiento hasta la apertura del Kreuzersteg, más tarde Müllnersteg. (Kreuzersteg porque se cobraba un peaje de un kreuzer por su uso. Un kreuzer era la centésima parte de un florín).

### El Almkanal
El brazo Müllner del Almkanal, un sistema de canales artificiales alimentados por varios arroyos y ríos, fluye a través de Mülln. Desde este canal se explotaban y se siguen explotando centrales hidroeléctricas. En el pasado, sólo existían los molinos que dieron nombre a Mülln. El último gran molino fue el de Heilmayer y la fábrica de pan.
Hoy en día, también se explotan plantas únicamente para generar energía eléctrica. La más reciente es un tornillo hidráulico, construido por la cervecería Augustiner de Mülln. El canal discurre subterráneo desde la posada Krimpelstätter hacia el Salzach y desemboca en él a unos cien metros por encima del puente del ferrocarril y de la estación de S-Bahn de Mülln-Altstadt.

### Mülln exterior
Esta zona residencial está situada fuera del centro histórico de la ciudad y junto a la Chirurgie West de los hospitales provinciales y las calles Aiglhofstraße y Augustinergasse.

### La escuela primaria Müllner

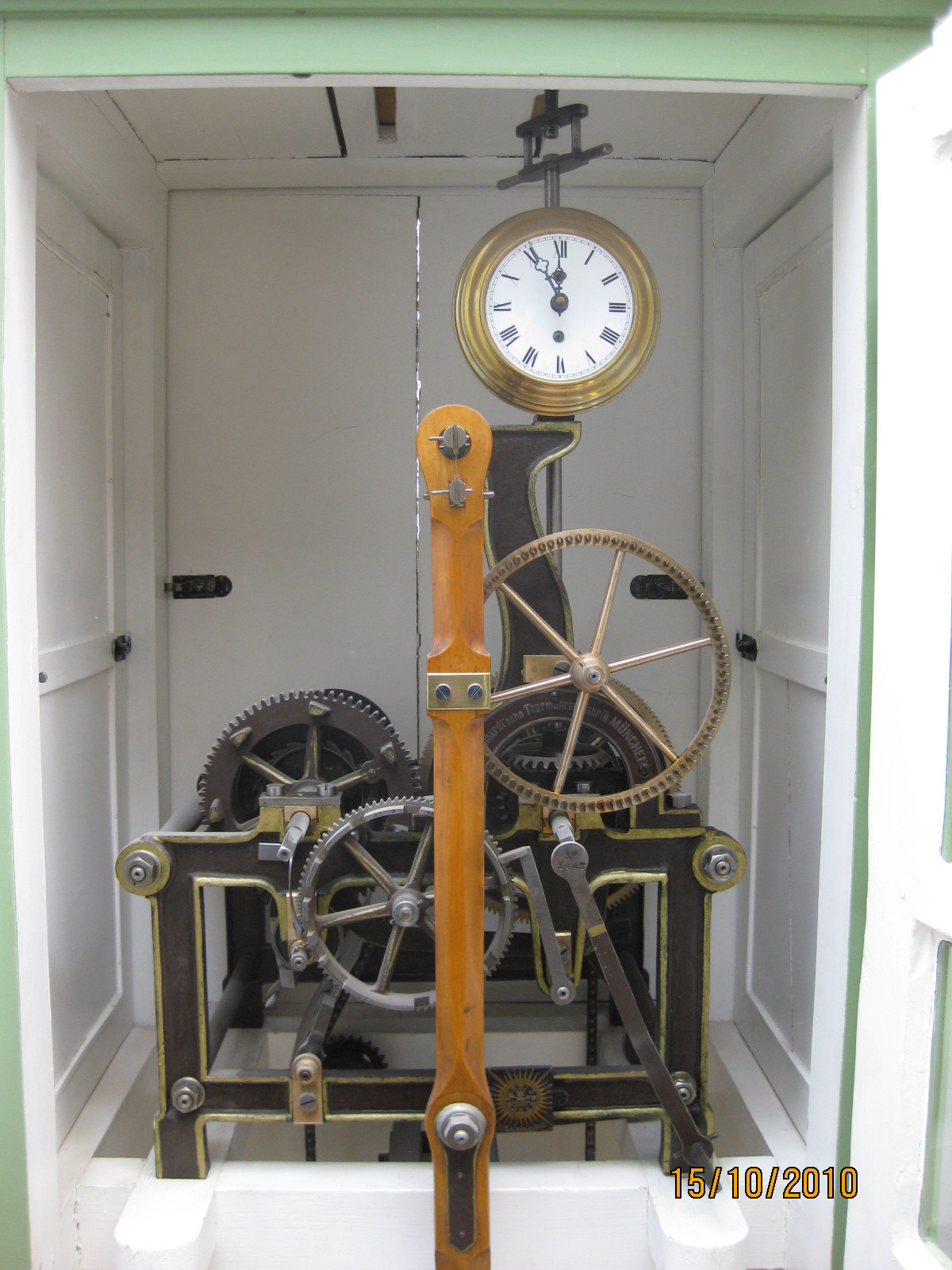
Reloj de Manhardt, Munich en la escuela secundaria de Mülln, ciudad de Salzburgo

Los orígenes de la escuela de Mülln se remontan probablemente a principios de la Edad Moderna y se encuentran en la antigua escuela del monasterio de Mülln, junto a la cual probablemente se desarrolló pronto una escuela municipal. Ya en 1613, Markus Sittikus promulgó un reglamento escolar en el que también se menciona a Mülln entre las "escuelas alemanas confirmadas". Además del trivium (lectura, aritmética, escritura), en estas escuelas se impartían asignaturas religiosas. En 1632, el prior de Mülln tuvo que ser amonestado para que las lecciones de los niños, que no se habían impartido durante once años durante el turbulento periodo de la Guerra de los Treinta Años, se celebraran a partir de entonces todos los domingos. Además de la escuela de Mülln, en esta zona suburbana había también una escuela para soldados en la Johannisschlössl, en el Mönchsberg. En 1812 la escuela de Mülln se convirtió en una escuela de dos clases y en 1871 en una escuela de tres clases. En 1871 se introdujo también la educación física. El actual edificio escolar se inauguró en 1897. Se construyó según los planos del municipio de Salzburgo (arquitecto Franz Drobny).

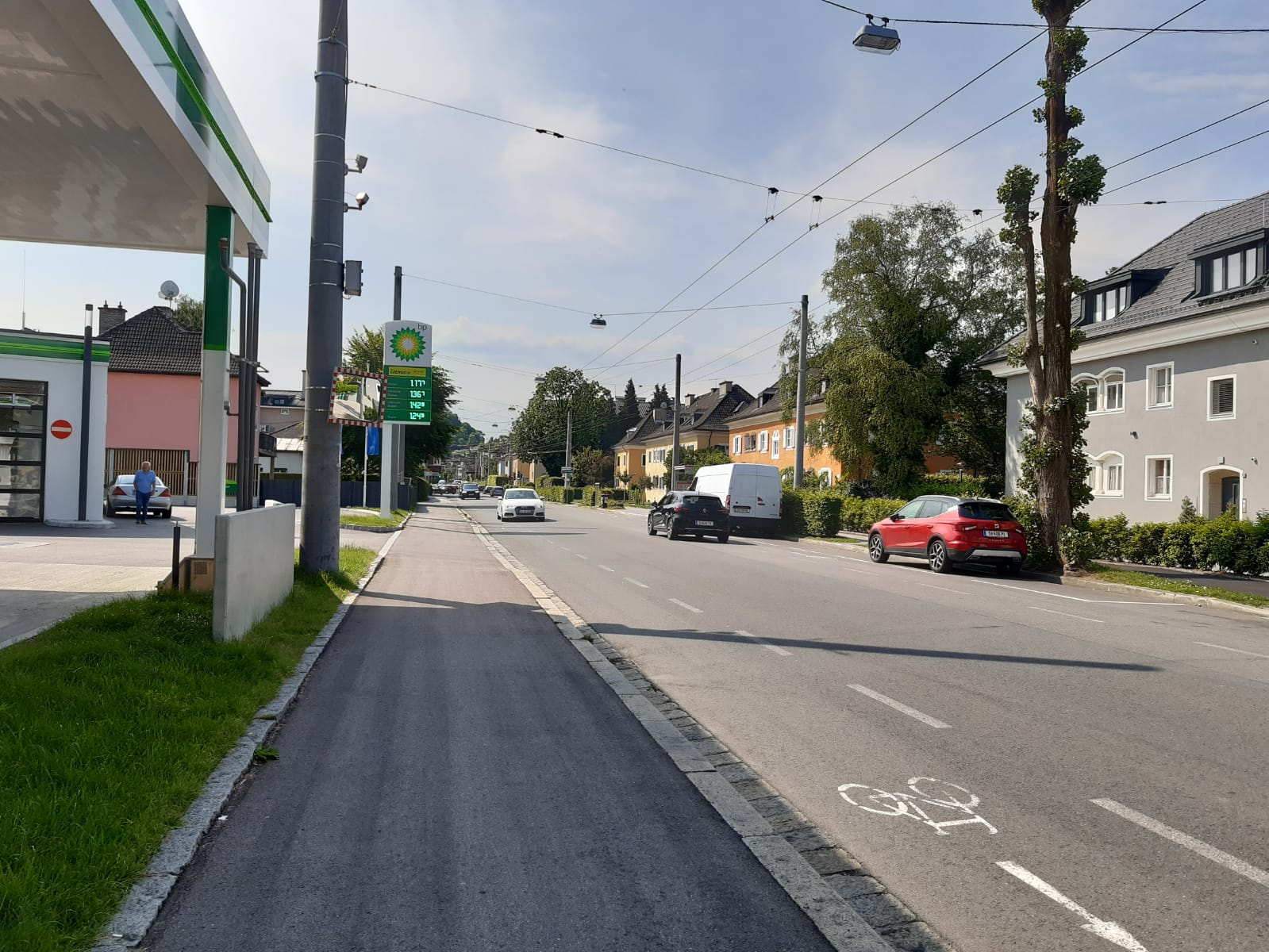
Aiglhofstrasse en el distrito Mülln de Salzburgo.

### El Aiglhof
La granja, que data del siglo XIV, debe su nombre a la familia Aigl, una antigua familia patricia de Salzburgo. Tras una serie de propietarios aristocráticos, burgueses y eclesiásticos, la granja pasó a ser propiedad de la abadía de San Pedro en 1604; el abad Dominikus von Hagenauer mandó construir la capilla del castillo con el retablo de Martin Johann Schmidt (Kremser Schmidt).
A partir de 1921, se vendieron parcelas de la finca a la ciudad de Salzburgo. En 1940, el Frente Alemán del Trabajo (DAF) construyó en el lugar la Neue Heimat Salzburg (también conocida como Aiglhofsiedlung).

### El distrito hospitalario St. Johann
Al final de la calle Müllner Hauptstraße, en las afueras de la ciudad, se encuentra el Hospital Estatal de Salzburgo, un hospital que presta la mayor parte de la asistencia médica a la ciudad de Salzburgo y sus alrededores. El LKH (Landeskrankenhaus) también se conoció con el nombre oficial de St. Johanns-Spital hasta 1938.
Alrededor de 1900 era el hogar para ciegos y la vecina maternidad provincial. También había aquí un cementerio. Hoy en día, los hospitales provinciales de Salzburgo albergan un gran número de departamentos en un número de edificios en constante crecimiento en una superficie de muchas hectáreas, que también incluye espacios verdes tipo parque con senderos para pasear. En el patio del edificio administrativo de los hospitales provinciales (diagonalmente detrás de la iglesia del hospital), unas excavaciones realizadas en el siglo XIX desenterraron un pozo subterráneo de cinco metros de profundidad y elaborado diseño, con escalones de conglomerado que conducían a una cuenca de agua baja, que data de alrededor de 1280.
Junto con la Clínica Christian Doppler, el hospital provincial forma parte actualmente de las Clínicas Universitarias de Salzburgo. Los edificios, que datan del siglo XIX, están protegidos.

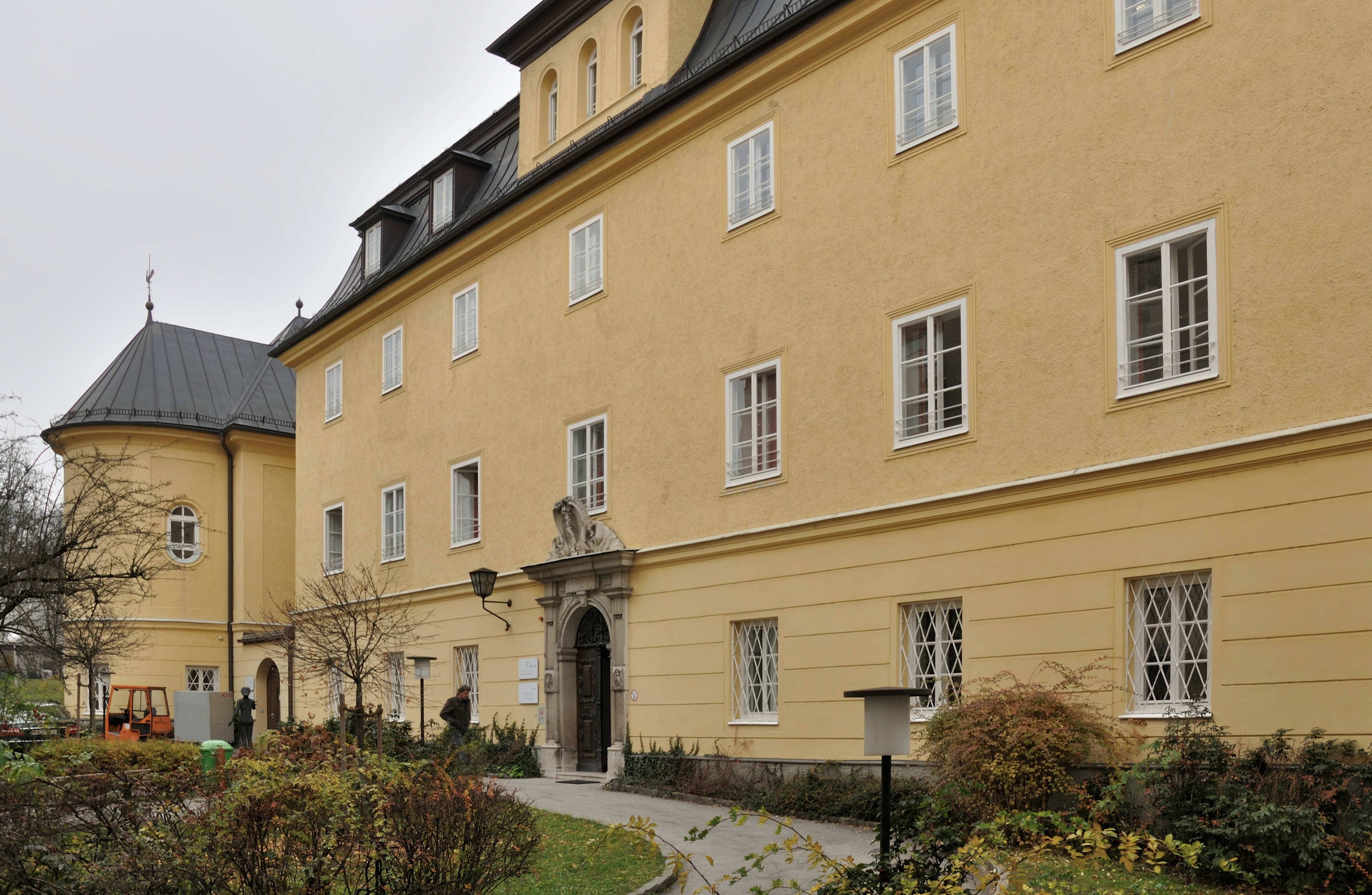
Johannesspital, antiguo orfanato de niñas, residencia de enfermeras de la escuela
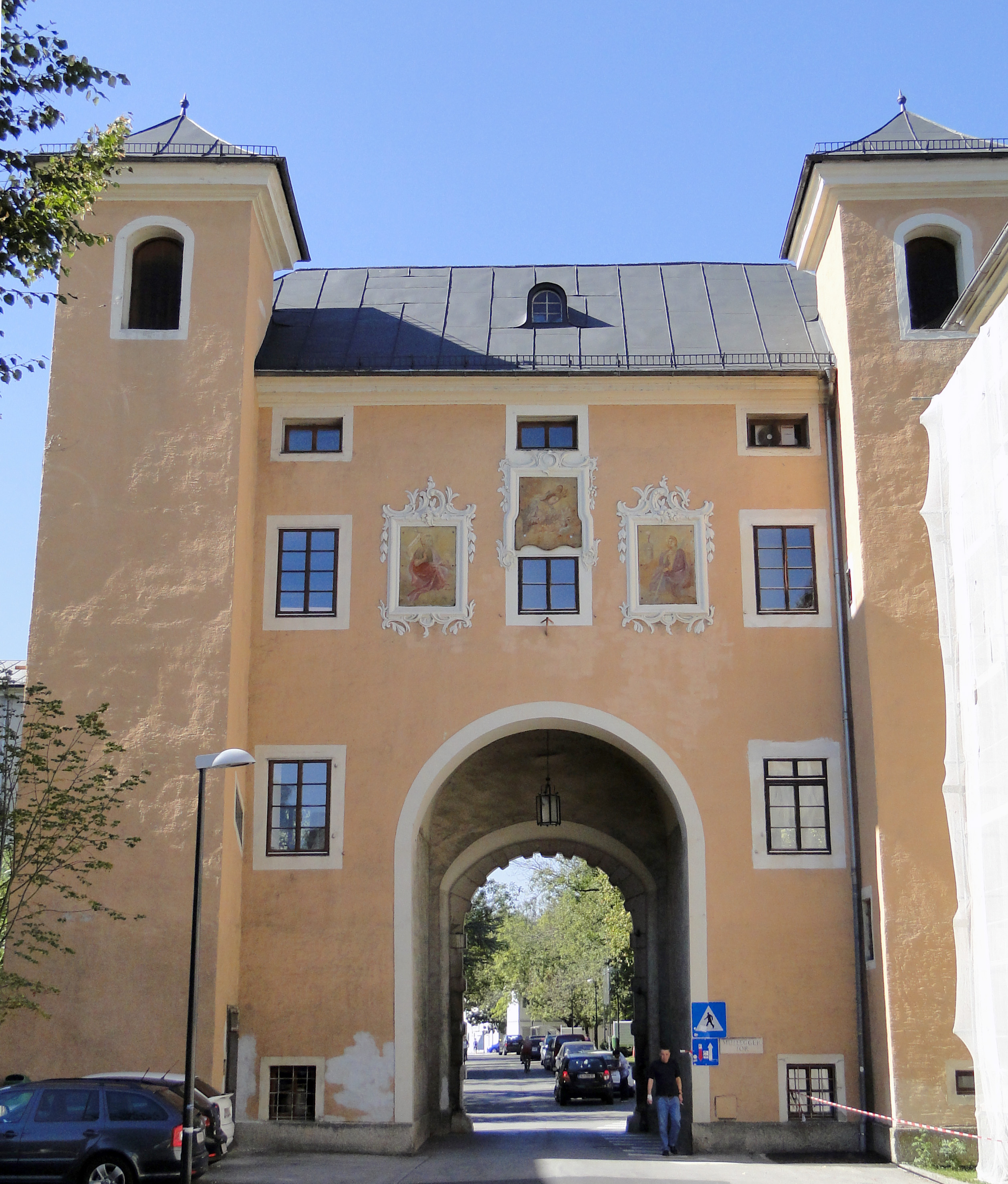
Johannesspital, puerta Müllegger.
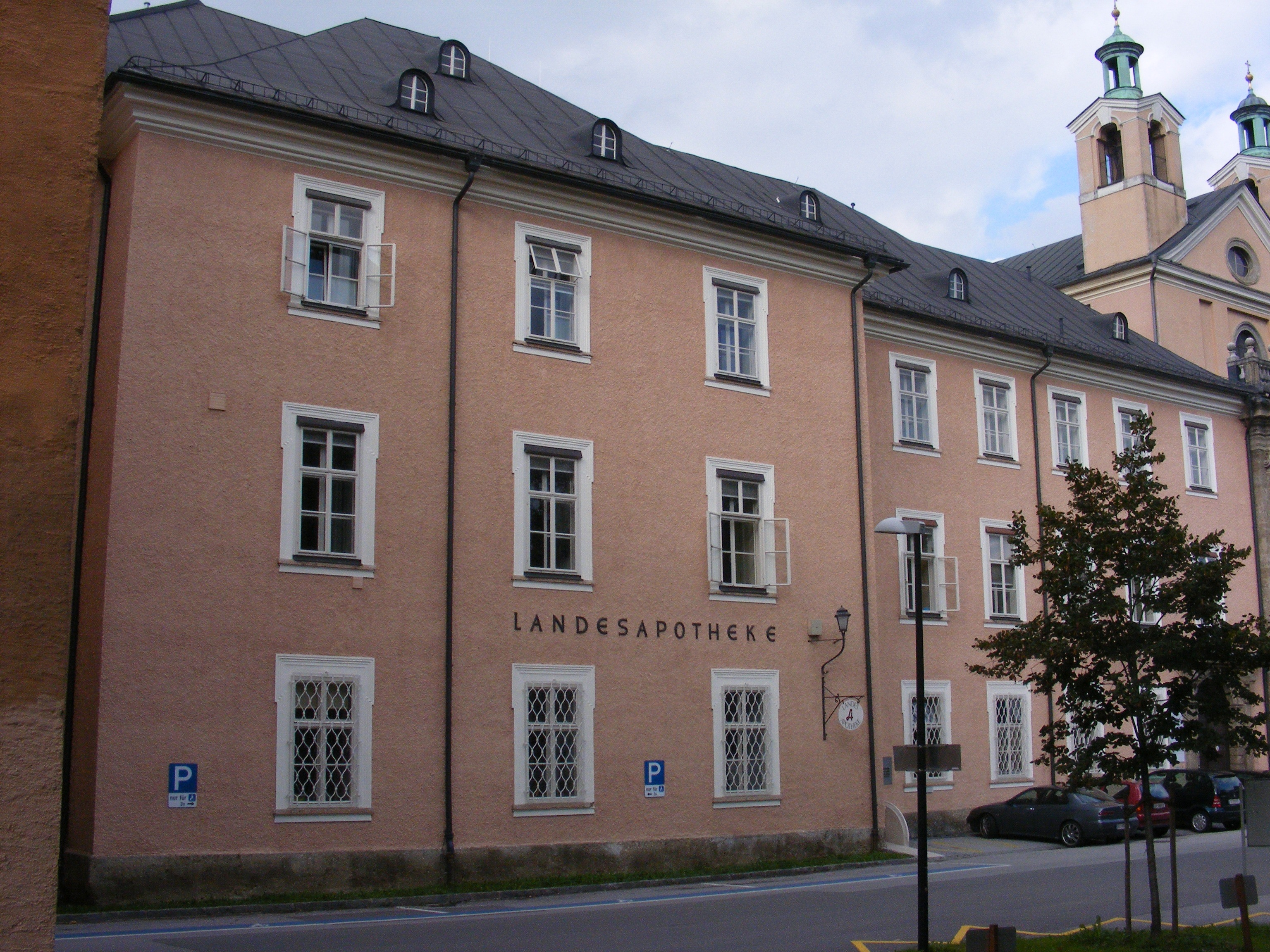
Landeskrankenanstalten Salzburg (St.-Johanns-Spital), Innere Medizin II /Landesapotheke, straßenseitig (Müllner Hauptstraße)
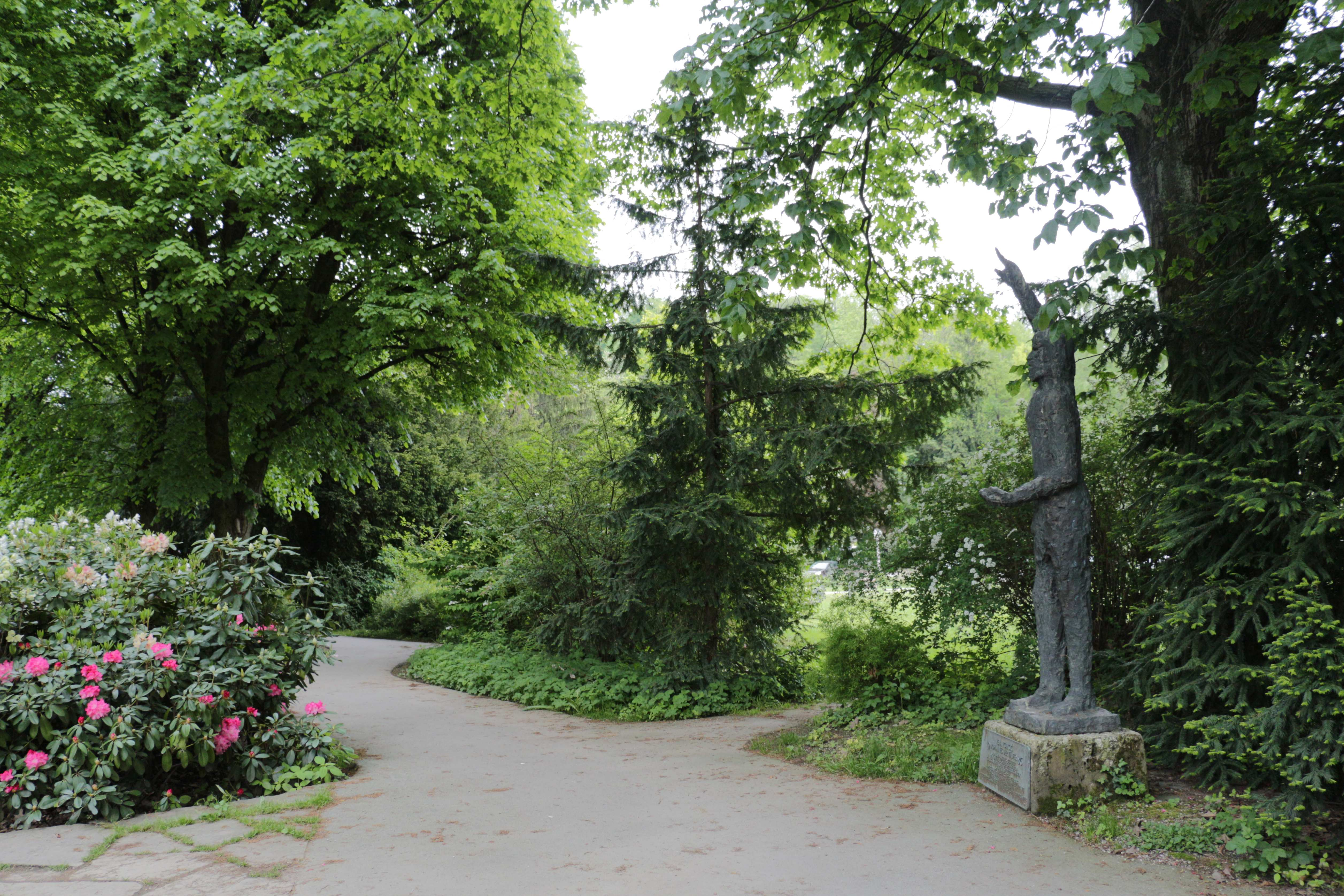
Estatua "Juan Bautista" de Veva Tončić en el recinto del Hospital Estatal de Salzburgo

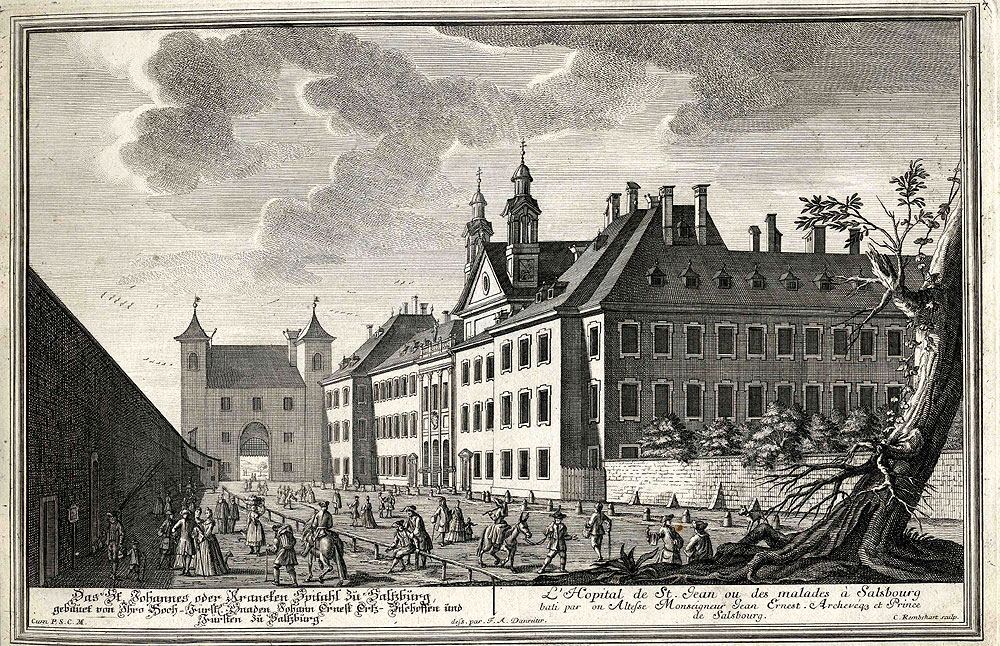
Folleto de la Iglesia de Salzburgo. Augsburgo, 1735

El complejo hospitalario barroco original con la iglesia de San Juan, hoy iglesia parroquial de la parroquia del hospital, fue construido por Fischer von Erlach sobre los cimientos del antiguo castillo de Grimming por encargo del arzobispo Johann Ernst von Thun, especialmente preocupado por las obras sociales, y fue consagrado en 1704. Con el nuevo nombre del hospital, Johann Ernst von Thun revivió un antiguo nombre, ya que el antiguo hospital Erhardkirche ya llevaba el nombre de San Juan Bautista. Los retablos de la iglesia fueron realizados por el propio Johann Michael Rottmayr o basados en sus diseños. Las antiguas alas del hospital original, dispuestas simétricamente, se encuentran a ambos lados de la iglesia, con un lado reservado para los hombres y el otro para las mujeres. La iglesia del hospital es parroquia desde 1891.

### El cementerio del hospital
El cementerio hospitalario de St John's tenía una sección para los difuntos varones y otra para las difuntas mujeres. La sección de hombres se abrió en 1695 y la de mujeres en 1703. La separación de las dos secciones se canceló probablemente en 1818. El cementerio estaba destinado a los pacientes y cuidadores fallecidos. Más tarde se añadieron los niños fallecidos del orfanato cercano, pero también ocasionalmente otros ciudadanos de Mülln o Riedenburg. El cementerio fue abandonado hacia 1895. En total se realizaron aquí más de 16.000 entierros.

## Transporte
Como parte de la realización del S-Bahn de Salzburgo, se construyó la estación de S-Bahn de Salzburgo Mülln-Altstadt, desde la que hay conexiones directas con la estación central de ferrocarril y con Alemania (Freilassing - Berchtesgaden). También se puede llegar a Mülln con las líneas de trolebús 4, 7, 8 y 9, así como con las líneas de autobús 22, 27 y 28.
En cuanto al transporte privado, la concurrida Müllner Hauptstraße es la única carretera con tráfico de vehículos de motor en el centro de Mülln, con una excepción. Es una carretera de paso desde el centro hacia Lehen y Äußeres Mülln. Hay un camino a lo largo del Salzach para ciclistas.